# Христя Ковар
Христя Ковар (Кристина Кузнєцова) — українська письменниця, прозаїк, лауреат Міжнародної україно-німецької премії ім. Олеся Гончара (2016).

## Біографія
Народилася 25 травня 1989 р. у місті Львів. Вищу освіту, зі ступенем магістра, здобула на кафедрі слов'янських мов та літератур філософського факультету Національного університету імені Масарика в місті Брно (Чехія). З 2015 року аспірантка спеціальності «Теорія та історія слов'янських літератур того ж університету».

## Премії та відзнаки
2012, 2013 р. — лауреат III прозової літературної премії вид-ва «Смолоскип».
2016 р. — лауреат Міжнародної україно-німецької премії ім. О. Гончара у номінації «Мала проза» за збірку оповідань «Біологія почуттів».

## Творча діяльність
Публікації творів у збірці «Лінії пристрасті» (вид-во «Дніпро»), у журналі «Київ» та «Пороги».